# Malawisuchus mwakasyungutiensis
Malawisuchus mwakasyungutiensis è un rettile estinto, appartenente ai crocodilomorfi. Visse nel Cretaceo inferiore (Aptiano, circa 120 - 115 milioni di anni fa) e i suoi resti fossili sono stati ritrovati in Africa (Malawi).

## Descrizione
Questo animale era di piccole dimensioni e non doveva superare i 60 centimetri di lunghezza. Il cranio era molto diverso da quello dei coccodrilli attuali, in particolare per quanto riguarda la dentatura. Malawisuchus era infatti dotato di denti insolitamente simili a quelli dei mammiferi, con numerose cuspidi, nella parte posteriore delle fauci. L'articolazione delle mascelle suggerisce che questo animale fosse in grado di masticare il cibo grazie a un movimento in avanti della mandibola. Il collo era robusto, e le articolazioni delle zampe posteriori indicano che Malawisuchus avesse una postura diritta e fosse in grado di correre; le zone d'inserzione dei muscoli nelle zampe anteriori, invece, suggeriscono che questo animale potesse essere un ottimo scavatore. 

## Classificazione
I primi fossili di questo animale vennero scoperti nel 1989 nella zona di Mwakasyunguti (da cui l'epiteto specifico) nel Malawi settentrionale. Gli insoliti fossili vennero descritti solo nel 1997, e attribuiti a un nuovo membro della famiglia Notosuchidae. Un altro studio del 2004, invece, ha attribuito Malawisuchus alla famiglia Itasuchidae. In ogni caso, sembra che questo animale fosse un piccolo rappresentante molto specializzato del grande gruppo degli Ziphosuchia.

## Paleobiologia
La peculiare dentatura di Malawisuchus sembra suggerire che questo animale fosse un erbivoro, o quantomeno si nutrisse di piccoli animali come insetti. La morfologia degli arti, unitamente alla tafonomia di esemplari articolati, suggerisce inoltre che questi animali si siano conservati in vere e proprie tane. 